# McLaren MCL38
La McLaren MCL38 è una monoposto di Formula 1 costruita dalla scuderia inglese McLaren per disputare il campionato mondiale di Formula 1 2024. La vettura si è aggiudicata il mondiale costruttori.
La vettura, che succede alla precedente MCL60, è stata presentata il 14 febbraio 2024 all'interno del McLaren Technology Centre.

## Scheda tecnica
| Caratteristiche tecniche - McLaren MCL38                                         | Caratteristiche tecniche - McLaren MCL38                                                       | Caratteristiche tecniche - McLaren MCL38                                                       | Caratteristiche tecniche - McLaren MCL38                                                                 | Caratteristiche tecniche - McLaren MCL38                                                                 | Caratteristiche tecniche - McLaren MCL38                                                                 |
| Configurazione                                                                   | Configurazione                                                                                 | Configurazione                                                                                 | Configurazione                                                                                           | Configurazione                                                                                           | Configurazione                                                                                           |
| -------------------------------------------------------------------------------- | ---------------------------------------------------------------------------------------------- | ---------------------------------------------------------------------------------------------- | --- | --- | --- |
| Carrozzeria: monoposto                                                           | Carrozzeria: monoposto                                                                         | Posizione motore: posteriore                                                                   | Posizione motore: posteriore                                                                             | Trazione: posteriore                                                                                     | Trazione: posteriore                                                                                     |
| Dimensioni e pesi                                                                |                                                                                                |                                                                                                | | | |
| Posti totali: 1                                                                  | Posti totali: 1                                                                                | Bagagliaio: assente                                                                            | Bagagliaio: assente                                                                                      | Serbatoio: 110 kg                                                                                        | Serbatoio: 110 kg                                                                                        |
| Masse                                                                            | a vuoto: 798 kg                                                                                | a vuoto: 798 kg                                                                                | a vuoto: 798 kg                                                                                          | a vuoto: 798 kg                                                                                          | a vuoto: 798 kg                                                                                          |
| Meccanica                                                                        |                                                                                                |                                                                                                | | | |
| Tipo motore: Mercedes-AMG F1 M15 E Performance, V6 con bancate di 90°            | Tipo motore: Mercedes-AMG F1 M15 E Performance, V6 con bancate di 90°                          | Tipo motore: Mercedes-AMG F1 M15 E Performance, V6 con bancate di 90°                          | Cilindrata: 1600 cm³                                                                                     | Cilindrata: 1600 cm³                                                                                     | Cilindrata: 1600 cm³                                                                                     |
| Distribuzione: bialbero a 4 valvole per un totale di 24 con punterie pneumatiche | Distribuzione: bialbero a 4 valvole per un totale di 24 con punterie pneumatiche               | Distribuzione: bialbero a 4 valvole per un totale di 24 con punterie pneumatiche               | Alimentazione: 500 bar-diretta (1 iniettore per cilindro)                                                | Alimentazione: 500 bar-diretta (1 iniettore per cilindro)                                                | Alimentazione: 500 bar-diretta (1 iniettore per cilindro)                                                |
| Prestazioni motore                                                               | Potenza: 1025 CV                                                                               | Potenza: 1025 CV                                                                               | Potenza: 1025 CV                                                                                         | Potenza: 1025 CV                                                                                         | Potenza: 1025 CV                                                                                         |
| Accensione: elettronica McLaren Electronic Systems (MES)                         | Accensione: elettronica McLaren Electronic Systems (MES)                                       | Accensione: elettronica McLaren Electronic Systems (MES)                                       | Impianto elettrico: McLaren Electronic Systems (MES)                                                     | Impianto elettrico: McLaren Electronic Systems (MES)                                                     | Impianto elettrico: McLaren Electronic Systems (MES)                                                     |
| Frizione: doppia                                                                 | Frizione: doppia                                                                               | Frizione: doppia                                                                               | Cambio: longitudinale McLaren, 8 marce + retromarcia, con comando semiautomatico elettronico sequenziale | Cambio: longitudinale McLaren, 8 marce + retromarcia, con comando semiautomatico elettronico sequenziale | Cambio: longitudinale McLaren, 8 marce + retromarcia, con comando semiautomatico elettronico sequenziale |
| Telaio                                                                           |                                                                                                |                                                                                                | | | |
| Corpo vettura                                                                    | monoscocca in materiale composito a nido d'ape con fibra di carbonio                           | monoscocca in materiale composito a nido d'ape con fibra di carbonio                           | monoscocca in materiale composito a nido d'ape con fibra di carbonio                                     | monoscocca in materiale composito a nido d'ape con fibra di carbonio                                     | monoscocca in materiale composito a nido d'ape con fibra di carbonio                                     |
| Sospensioni                                                                      | anteriori: pull rod / posteriori: push-rod                                                     | anteriori: pull rod / posteriori: push-rod                                                     | anteriori: pull rod / posteriori: push-rod                                                               | anteriori: pull rod / posteriori: push-rod                                                               | anteriori: pull rod / posteriori: push-rod                                                               |
| Freni                                                                            | anteriori: Freni a disco Brembo autoventilati / posteriori: Freni a disco Brembo autoventilati | anteriori: Freni a disco Brembo autoventilati / posteriori: Freni a disco Brembo autoventilati | anteriori: Freni a disco Brembo autoventilati / posteriori: Freni a disco Brembo autoventilati           | anteriori: Freni a disco Brembo autoventilati / posteriori: Freni a disco Brembo autoventilati           | anteriori: Freni a disco Brembo autoventilati / posteriori: Freni a disco Brembo autoventilati           |
| Pneumatici                                                                       | Pirelli / Cerchi: BBS da 18 in                                                                 | Pirelli / Cerchi: BBS da 18 in                                                                 | Pirelli / Cerchi: BBS da 18 in                                                                           | Pirelli / Cerchi: BBS da 18 in                                                                           | Pirelli / Cerchi: BBS da 18 in                                                                           |
| Altro                                                                            |                                                                                                |                                                                                                | | | |
| Energia batteria (a giro) 4 MJ                                                   | Sistema ERS                                                                                    | Sistema ERS                                                                                    | Sistema ERS                                                                                              | Sistema ERS                                                                                              | Sistema ERS                                                                                              |
| Potenza MGU-K: 120 kW                                                            | Giri max MGU-K: 50 000 giri/min Giri max MGU-H: 125 000 giri/min                               | Giri max MGU-K: 50 000 giri/min Giri max MGU-H: 125 000 giri/min                               | Giri max MGU-K: 50 000 giri/min Giri max MGU-H: 125 000 giri/min                                         | Giri max MGU-K: 50 000 giri/min Giri max MGU-H: 125 000 giri/min                                         | Giri max MGU-K: 50 000 giri/min Giri max MGU-H: 125 000 giri/min                                         |
| Fonte dei dati: McLaren-Mercedes F1 Team                                         |                                                                                                |                                                                                                | | | |

## Carriera agonistica

### Stagione
La stagione vede per il secondo anno consecutivo la conferma della coppia di piloti formata da Lando Norris e Oscar Piastri. Inizialmente partita in sordina, la scuderia, grazie anche agli aggiornamenti si attesta come seconda e in molti casi anche come prima forza del campionato cogliendo sei vittorie, (a Miami, Zandvoort, Singapore e Abu Dhabi con Norris e a Budapest e Baku con Piastri, in particolare la sua vittoria in Ungheria riporta ad una doppietta McLaren che mancava da Italia 2021) ed una grande quantità di podi a ripetizione, risultati che consentono al team di Woking di superare sia la Ferrari che la Red Bull Racing nel campionato costruttori salendo al primo posto in solitaria, sebbene alcuni errori da parte del muretto e dei piloti non abbiano consentito al team di concretizzare maggiori vittorie, in particolare occasioni mancate per Norris, che gli hanno impedito di lottare attivamente nella lotta al titolo mondiale piloti. Dopo la gara in Azerbaijan il team inglese è poi riuscito a mantenere la testa della classifica fino alla fine della stagione riuscendo ad ottenere il margine necessario per contenere il ritorno della Ferrari vincendo il nono titolo costruttori della propria storia, il primo dal 1998.

## Piloti
| Piloti ufficiali       | Piloti ufficiali | Piloti ufficiali |
| Nazione                | Nome             | Numero           |
| ---------------------- | ---------------- | ---------------- |
| Australia (bandiera)   | Oscar Piastri    | 81               |
| Regno Unito (bandiera) | Lando Norris     | 4                |
| Piloti di riserva      |                  |                  |
| Nazione                | Nome             | Numero           |
| Messico (bandiera)     | Patricio O'Ward  | 29               |
| Giappone (bandiera)    | Ryō Hirakawa     | 28               |

## Risultati in Formula 1
| Anno | Team    | Motore   | Gomme | Piloti  |   |   |   |   |    |     |   |   |   |   |      |   |   |   |   |   |   |   |    |   |    |   |     |    | Punti | Pos. |
| ---- | ------- | -------- | ----- | ------- | - | - | - | - | -- | --- | - | - | - | - | ---- | - | - | - | - | - | - | - | -- | - | -- | - | --- | -- | ----- | ---- |
| 2024 | McLaren | Mercedes | P     | Piastri | 8 | 4 | 4 | 8 | 87 | 136 | 4 | 2 | 5 | 7 | 2    | 4 | 1 | 2 | 4 | 2 | 1 | 3 | 5  | 8 | 82 | 7 | 31  | 10 | 666   | 1º   |
| 2024 | McLaren | Mercedes | P     | Norris  | 6 | 8 | 3 | 5 | 26 | 1   | 2 | 4 | 2 | 2 | 20*3 | 3 | 2 | 5 | 1 | 3 | 4 | 1 | 43 | 2 | 61 | 6 | 102 | 1  | 666   | 1º   |

| Legenda | 1º posto     | 2º posto | 3º posto    | A punti         | Senza punti/Non class.  | Grassetto – Pole position Corsivo – Giro più veloce Apice – Risultato Sprint (A punti) |
| Legenda | Squalificato | Ritirato | Non partito | Non qualificato | Solo prove/Terzo pilota | Grassetto – Pole position Corsivo – Giro più veloce Apice – Risultato Sprint (A punti) |

* – Indica il pilota ritirato ma ugualmente classificato avendo coperto, come previsto dal regolamento, almeno il 90% della distanza di gara.